# King Curtis Iaukea
Curtis Piehau Iaukea III, noto come King Curtis Iaukea, (Honolulu, 15 settembre 1937 – Honolulu, 4 dicembre 2010) è stato un wrestler statunitense.
Fu uno dei primi campioni di coppia della World Wilde Wrestling Federation. Insieme a Mikel Scicluna negli anni settanta (1972) si guadagnò la cintura negli USA per la precisione nella città di Filadelfia. Tre mesi dopo furono sconfitti dalla coppia Sonny King e Chief Jay Strongbow.

## Carriera nel wrestling
Nel 1961 Iaukea giunse nella Pacific Northwest Wrestling di Don Owen, comunemente conosciuta come Portland Wrestling, lottando con il ring name Prince Kuhio. In coppia con Haru Sasaki, i due vinsero il titolo NWA Pacific Northwest Tag Team il 19 gennaio 1962, e lo detennero per due mesi. Un anno dopo, mentre viaggiava tra Oregon e Hawaii, King Curtis conquistò il titolo NWA Pacific Northwest Heavyweight il 5 settembre 1963.
In Australia, King Curtis era parte di una stable face chiamata People's Army, insieme a Mark Lewin e Spiros Arion.
Il primo soggiorno in Australia fu nella stagione 1964–1965, dove lottò come heel. Era in coppia con Skull Murphy. King Curtis inizialmente lottò come Curtis Iaukea nel suo primo periodo in Australia. Dopo essere diventato un beniamino dei fan negli anni settanta, King Curtis ebbe un feud con Tiger Jeet Singh e i Tojo Brothers dal Giappone. Nel 1972 Iaukea ottenne il più grande successo della sua carriera conquistando il WWWF World Tag Team Championship con Baron Mikel Scicluna. In Giappone formò un tag team con Abdullah the Butcher, utilizzando il ring name The Animal.
Dopo essersi ritirato dal ring a metà anni ottanta, divenne un manager. Nella ICW curò gli interessi di Kevin Sullivan e Mark Lewin, adottando la gimmick di un folle cult leader. La sua fazione si scontrò con Joe Savoldi e Austin Idol. Curtis Iaukea riapparve brevemente in WWF come The Wizard, manager e portavoce di Kamala e Sika. Inoltre, lavorò anche in WCW come The Master, il leader della stable heel The Dungeon of Doom nella metà degli anni novanta.

## Titoli e riconoscimenti
- All-Star Pro Wrestling
  - NWA British Empire/Commonwealth Heavyweight Championship (1)

- American Wrestling Alliance
  - AWA United States Heavyweight Championship (1)

- Championship Wrestling from Florida
  - NWA Florida Heavyweight Championship (2)

- NWA Mid-Pacific Promotions
  - NWA Hawaii Heavyweight Championship (4)
  - NWA United States Heavyweight Championship (Hawaii version) (6)

- NWA San Francisco
  - NWA United States Heavyweight Championship (San Francisco version) (1)

- NWA Western States Sports
  - NWA Western States Heavyweight Championship (1)

- Pacific Northwest Wrestling
  - NWA Pacific Northwest Heavyweight Championship (1)
  - NWA Pacific Northwest Tag Team Championship (1) - con Haru Sasaki

- Professional Wrestling Hall of Fame and Museum
  - (Classe del 2020) - TV Era

- World Championship Wrestling (Australia)
  - IWA World Heavyweight Championship (4)
  - IWA World Tag Team Championship (3 times) - con Buddy Austin (1) & Mark Lewin (2)

- World Wide Wrestling Federation
  - WWWF World Tag Team Championship (1) con Baron Mikel Scicluna

- Wrestling Observer Newsletter
  - Wrestling Observer Newsletter Hall of Fame (Classe del 2011)[6]